# Jennifer Lash
Jennifer Lash (Chichester, 1938. február 27. – Odstock, Wiltshire, 1993. december 28.) angol író- és festőnő (férjezett néven Jini Fiennes-ként is ismert).

## Élete és művészi tevékenysége
Írói nyilvános bejelentkezését az 1961-ben megjelent Burial című első novellája jelentette. 1962-ben kötött házasságot Mark Fieness fotográfussal. Magánéletéte és művészi tevékenységének körülményeit alapverően férje jelentős családi környezete határozta meg: Ralph és Joseph (színészek), Martha és Sophie (filmproducerek és) Magnus Fiennes (zeneszerző) valamint az archeológus unokaöcs Michael Emery környezete .
1986-ban kezdődő rákbetegsége során több fájdalmas műtéten esett át. Ezek hatására határozta el – majd hajtotta végre – a könyvben és filmen is közismertté vált egyéni zarándokútját Írországon, Anglián, Francia- és Spanyolországon át Santiago di Compostelába.
Lash 1993. december 28-án, ötvenöt évesen családi környezetében hunyt el. A Fieness család – az elhunyt különös kérését teljesítve – a saját maga által kékre festett koporsóban kísérte a temetőbe, ahol gyermekei helyezték sírjába.

## Megjelent művei
- The Burial
- The Climate of Belief
- Get downthere and Die
- The dust Collector
- From May To October
- Blood Dies

## Magyarul
- Vérségi kötelékek; ford. Thomka István; Szabad Föld, Bp., 2001
- Zarándokúton. A keresés időszaka; ford. Thomka István; Szabad Föld, Bp., 2002